# Julius Wagner-Jauregg

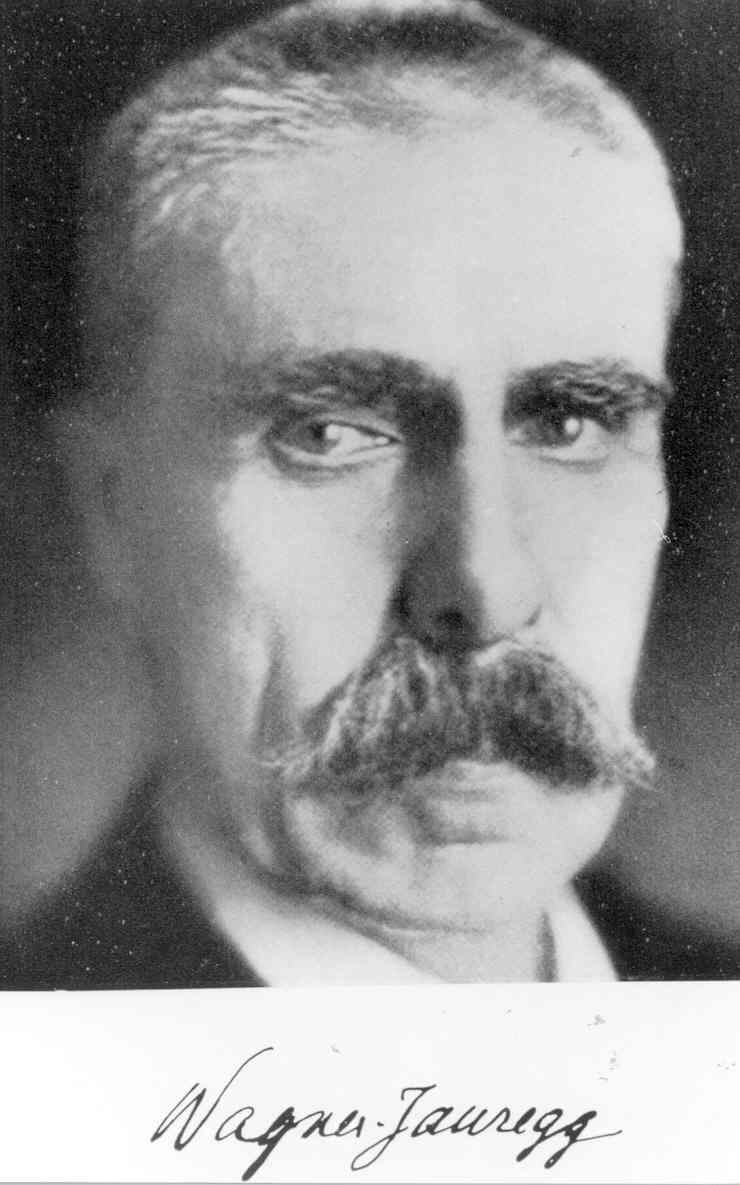
Julius Wagner-Jauregg

Julius Wagner-Jauregg, (7 tháng 3 năm 1857 Wels, Oberösterreich – 27 tháng 9 năm 1940 Viên) là một bác sĩ người Áo.
Wagner-Jauregg có tên khai sinh là Julius Wagner Ritter von Jauregg nhưng mất tước hiệu "Ritter von" năm 1919 khi mọi tước hiệu quý tộc Áo bị bãi bỏ.
Ông học y học tại Đại học Wien từ năm 1874 tới năm 1880, nơi ông cũng học với Salomon Stricker ở "Viện bệnh lý học thực nghiệm và tổng quát" (Institute of General and Experimental Pathology), và đậu bằng tiến sĩ năm 1880.
Từ năm 1883 tới năm 1887 ông làm việc với Maximilian Leidesdorf ở bệnh viện tâm thần, mặc dù môn học ban đầu của ông không phải là môn bệnh lý học của hệ thần kinh. Năm 1889 ông kế vị bác sĩ Richard von Krafft-Ebing danh tiếng ở Bệnh viện tâm thần-thần kinh (Neuro-Psychiatric Clinic) của Đại học Graz, và bắt đầu nghiên cứu về bướu giáp, chứng đần độn (cretinism) và iod (iodine). Năm 1893 ông trở thành giáo sư đặc biệt về các bệnh thần kinh và tâm thần, đồng thời kế vị Theodor Meynert làm giám đốc bệnh viện tâm thần và thần kinh ở Viên. Mười năm sau, năm 1902, Wagner-Jauregg đổi sang khoa tâm thần ở Tổng bệnh viện Wien (General Hospital) và năm 1911 ông trở lại chức vụ cũ trước kia.
Công trình chủ yếu mà Wagner-Jauregg theo đuổi suốt đời liên quan tới việc điều trị bệnh tâm thần bằng việc gây sốt, một phương pháp được gọi là "liệu pháp lửa" (pyrotherapy = gây sốt nhân tạo). Năm 1887 ông nghiên cứu tác dụng của các bệnh sốt trên chứng loạn tâm thần (psychoses), sử dụng erisipela (viêm quầng) và tuberculin (do Robert Koch phát hiện năm 1890) thử trên da.
Vì các phương pháp điều trị này không được thi hành một cách chu đáo, năm 1917 ông thử tiêm chủng các ký sinh trùng bệnh sốt rét (malaria); việc này đã chứng tỏ là rất thành công trong trường hợp bị "chứng mất trí phân liệt" (dementia paralytica) (cũng gọi là general paresis of the insane = chứng liệt nhẹ tổng quát của bệnh điên), do neurosyphilis gây ra. Phát hiện này đã mang lại cho ông giải Nobel Y học năm 1927. Tác phẩm chính của ông là quyển Verhütung und Behandlung der progressiven Paralyse durch Impfmalaria (Việc phòng ngừa và điều trị chứng liệt tăng dần bằng việc tiêm chủng sốt rét) (1931).
Năm 1928, Wagner-Jauregg nghỉ hưu, nhưng súc khỏe tốt và vẫn hoạt động cho tới khi qua đời ngày 27.9.1940.
Mặc dù có nhiều trường học, đường phố và bệnh viện ở Áo được đặt theo tên ông, nhưng một sự xem xét lại cuộc đời của ông vào năm 2004 đã phát hiện ra là trước khi từ trần không lâu, ông đã làm đơn xin gia nhập đảng Quốc xã (nhưng không được chấp thuận, do sự kiện người vợ thứ nhất của ông là người Do Thái) và ông đã rất tán thành lý tưởng "thuần khiết chủng tộc" trước khi nộp đơn xin vào đảng Quốc xã.